# Dicranoloma austrinum
Dicranoloma austrinum är en bladmossart som beskrevs av William Walter Watts och Whitelegge 1906. Dicranoloma austrinum ingår i släktet Dicranoloma och familjen Dicranaceae. Inga underarter finns listade i Catalogue of Life.